# Monica Starck
Monica Kristina Starck, född 18 maj 1973 i Sils församling i Skaraborgs län, är en svensk sångpedagog, artist, musiker och låtskrivare.
Monica Starck har examen från Kungliga Musikhögskolan i Stockholm. Hon har gett ut två album, Stories Untold (1999) och Desert Flower (2003), samt EP:n A House On A Hill (2010). Vid sidan därav har hon medverkat i ett antal skivinspelningar med Lisa Nilsson och Ulf Lundell. Hon har också turnerat som sångerska och gitarrist med Tomas Di Leva, Lisa Miskovsky, Andreas Johnson och Lars Winnerbäck. 2012 deltog hon i det svenska vinnarbidraget under Eurovision Song Contest som körsångerska bakom artisten Loreen.